# Capulin Volcano National Monument

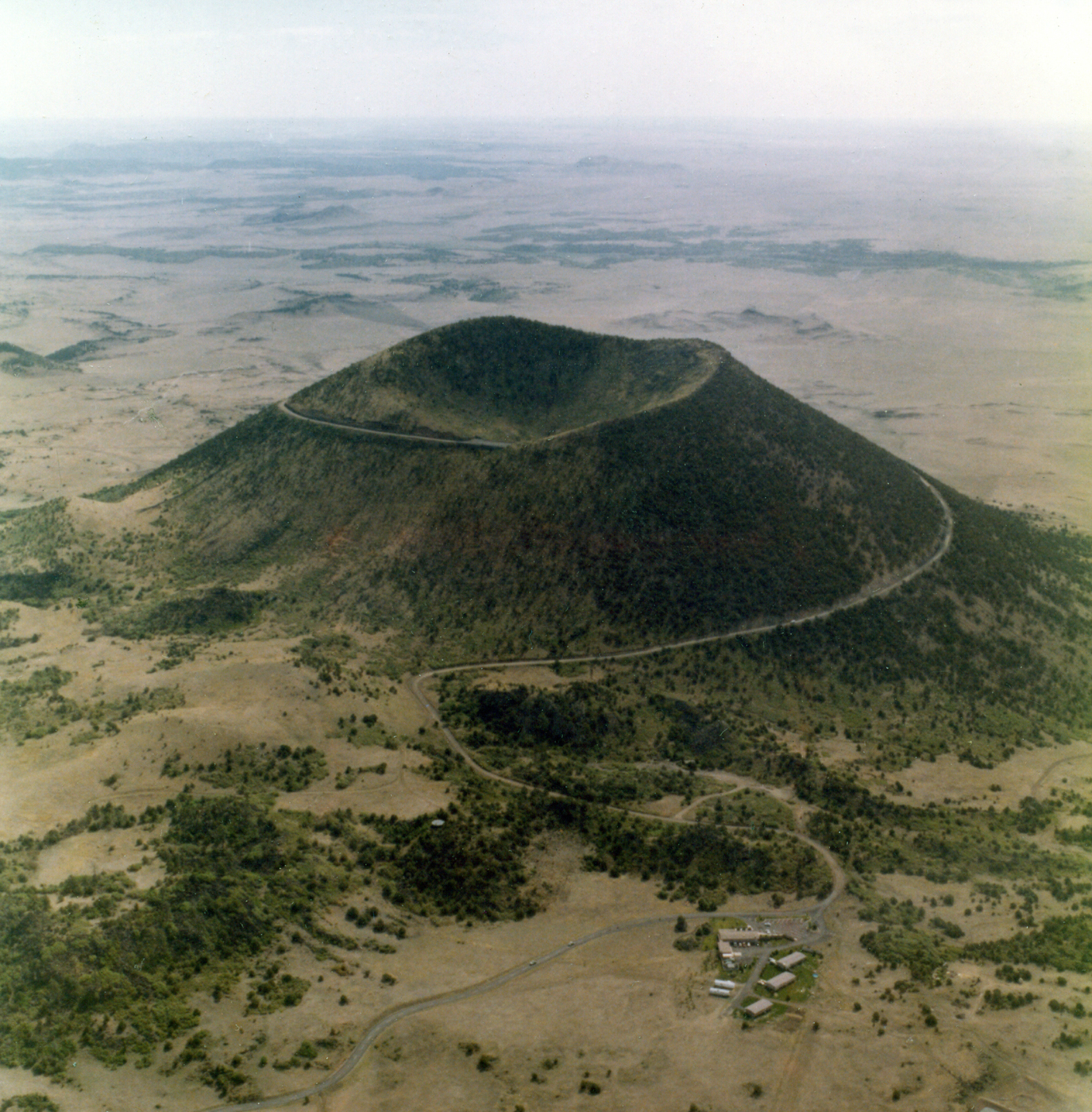
Luchtfoto van de Capulin in 1980

Capulin Volcano National Monument is een nationaal monument in het noordoosten van de Amerikaanse staat New Mexico. Het natuurgebied omvat Capulin Volcano, een uitgedoofde sintelkegelvulkaan in Raton-Clayton-vulkaanveld.
De vulkaan is 2.494 meter hoog. Hij is relatief jong (58.000 à 62.000 jaar oud), symmetrisch, steil en goed bewaard. De kam rond de krater is ongeveer 1,5 km lang en onregelmatig gevormd. De krater zelf is 120 meter diep. Capulin Volcano is een opvallend herkenningspunt in het relatief vlakke landschap in het noordoosten van New Mexico.
Het nationaal monument werd op 9 augustus 1916 opgericht en wordt beheerd door de National Park Service. In 2011 ontving het 321 hectare grote natuurgebied iets meer dan 46.000 bezoekers. Bezoekers kunnen in het bezoekerscentrum bijleren over de vulkaan, de geologie van de streek en de plaatselijke geschiedenis. Automobilisten kunnen tot op de kam rijden. Verder zijn er enkele korte wandelpaden uitgestippeld in en rond de vulkaan. Het nationaal monument ligt aan New Mexico State Road 325, zo'n 5 km van de U.S. Route 64 en 87. 